# Ironman Brasil
Der Ironman Brasil Florianópolis ist eine seit 1998 jährlich im Mai in Brasilien stattfindende Triathlon-Sportveranstaltung über die Ironman-Distanz (3,86 km Schwimmen, 180,2 km Radfahren und 42,195 km Laufen). 

## Organisation
Diese Veranstaltung ist Rennen der Ironman-Weltserie der World Triathlon Corporation.

Amateure haben die Möglichkeit, sich hier für einen von 75 Startplätzen bei der Ironman World Championship (Ironman Hawaii) zu qualifizieren.
Profi-Triathleten, die um die 150.000 US-Dollar Preisgeld im Rahmen des Ironman Brasil kämpfen, können sich seit 2012 für den mit insgesamt 650.000 US-Dollar ausgeschriebenen Ironman Hawaii über das Kona Pro Ranking System (KPR) qualifizieren. 
In Florianópolis erhalten Sieger und Siegerin – wie auch in Melbourne, in Port Elizabeth, in Texas sowie in Frankfurt – je 4000 Punkte, weitere Platzierte eine entsprechend reduzierte Punktzahl. Zum Vergleich: Der Sieger auf Hawaii erhält 8000 Punkte, die Sieger bei den übrigen Ironman-Rennen entweder 1000 oder 2000 Punkte.
Am 30. Mai 1998 wurde aus dem „Triathlon Brasil“ in Porto Seguro der „Ironman Brasil“ als siebtes Qualifikationsrennen außerhalb der USA nach dem Ironman New Zealand, dem Ironman Canada, dem Ironman Australia, dem Ironman Europe, dem Ironman Lanzarote und dem Ironman Switzerland (der Ironman Japan wurde ab 1998 wegen Unwetterschäden nicht ausgetragen) für den Ironman Hawaii.
2001 verlegte der Veranstalter und Lizenzpartner der WTC, Latin Sports, den Triathlon nach Florianópolis. Im Jahr 2012 waren 2085 Starter gemeldet – davon 205 Frauen. Mit dem Ironman Brasil Fortaleza wurde – ebenfalls von Latin Sports veranstaltet – erstmals im November 2014 ein zweiter Ironman in Brasilien ausgetragen.
Hier in Brasilien wurden 2017 die südamerikanischen Meisterschaften (Ironman South American Championships) ausgetragen. Die ursprünglich für den 31. Mai 2020 geplante Austragung wurde im März im Rahmen der Ausbreitung der COVID-19-Pandemie auf den 8. November verschoben und musste dann abgesagt werden.
Die letzte und 23. Austragung war hier am 28. Mai 2023.

### Streckenverlauf
Der Streckenverlauf änderte sich im Laufe der Zeit. Beim zuletzt ausgetragenen Rennen 2019 sah der Verlauf wie folgt aus:
- Es wird eine Runde am Praia de Jurerê im Norden der Insel geschwommen. Der Startpunkt liegt auf Höhe der Av. das Lagostas, wobei vom Strand aus gestartet wird. Nach 2155 m wird wieder der Strand erreicht, wo eine Verpflegungsstation liegt. Nach einer weiteren Strecke von 1575 m wird das Schwimmen auf Höhe der Av. dos Búzios beendet.
- Die Radstrecke führt in zwei Runden von Jurerê im Norden der Insel zunächst nach Canasvieiras. Danach führt die Strecke zunächst ins Stadtzentrum über die Küstenstraße Beira-Mar und schließlich Richtung Süden bis zum Wendepunkt in Costeira do Pirajubaé.
- Die Marathon-Distanz wird in vier gleich langen Runden in Jurerê gelaufen.

### Streckenrekord
Die aktuelle Bestzeit bei diesem Ironman-Rennen hält der Brite Tim Don mit seiner Siegerzeit von 2017 in 7:40:23 h – und er verbesserte damals damit auch die Weltbestzeit der Ironman-Serie. Den Streckenrekord bei den Frauen hält seit 2019 die US-Amerikanerin Sarah Piampiano mit 8:40:49 h.

## Siegerliste
| N ° | Datum/Jahr     | Männer                   | Männer                      | Männer                 | Frauen               | Frauen                    | Frauen             |
| N ° | Datum/Jahr     | Erster Platz             | Zweiter Platz               | Dritter Platz          | Erster Platz         | Zweiter Platz             | Dritter Platz      |
| --- | -------------- | ------------------------ | --------------------------- | ---------------------- | -------------------- | ------------------------- | ------------------ |
| 26  | 2026           |                          |                             |                        |                      |                           |                    |
| 25  | 1. Juni 2025   | Luciano Taccone -2- (SR) | Manoel Messias              | Federico Scarabino     | Pâmella Oliveira -4- | Fiona Moriarty            | Rachel Olson       |
| 24  | 19. Mai 2024   | Reinaldo Colucci -2-     | Igor Amorelli               | Luis Henrique Ohde     | Pâmella Oliveira -3- | Mariana Borges de Andrade | Bruna Stolf        |
| 23  | 28. Mai 2023   | Luciano Taccone          | Reinaldo Colucci            | Andre Lopes            | Pâmella Oliveira -2- | Mariana Borges de Andrade | Alex Watt          |
| 23  | 29. Mai 2022   | Reinaldo Colucci         | Igor Amorelli               | Fernando Toldi         | Pâmella Oliveira     | Joanna Ryter              | Beatriz Neres      |
| 22  | 26. Mai 2019   | Andrew Potts             | William Clarke              | Frank Silvestrin       | Sarah Piampiano (SR) | Pâmella Olivera           | Bruna Mahn         |
| 21  | 27. Mai 2018   | Jesper Svensson          | Igor Amorelli               | Thiago Vinhal          | Kirsty Jahn          | Sarah Piampiano           | Bruna Mahn         |
| 20  | 28. Mai 2017   | Tim Don                  | Kyle Buckingham             | Igor Amorelli          | Susie Cheetham       | Sonja Tajsich             | Haley Chura        |
| 19  | 29. Mai 2016   | Brent McMahon            | Tim Don                     | Kevin Collington       | Elizabeth Lyles      | Mareen Hufe               | Gurutze Frades     |
| 18  | 31. Mai 2015   | Marino Vanhoenacker      | Timothy O’Donnell           | Brent McMahon          | Ariane Monticeli     | Elizabeth Lyles           | Amanda Stevens     |
| 17  | 25. Mai 2014   | Igor Amorelli            | Santiago Alves Ascenço      | Marcel Zamora Pérez    | Sara Gross           | Sofie Goos                | Ariane Monticeli   |
| 16  | 26. Mai 2013   | Timothy O’Donnell        | Igor Amorelli               | Stefan Schmid          | Amanda Stevens       | Sara Gross                | Jessie Donavan     |
| 15  | 27. Mai 2012   | Ezequiel Morales         | Santiago Alves Ascenço      | Igor Amorelli          | Sofie Goos           | Kim Loeffler              | Vanessa Gianinni   |
| 14  | 29. Mai 2011   | Eduardo Sturla -4-       | Guilherme Valenza Manocchio | Ezequiel Morales       | Amy Marsh            | Lucie Reed                | Ariane Monticeli   |
| 13  | 30. Mai 2010   | Luke McKenzie            | Ezequiel Morales            | Santiago Alves Ascenço | Tereza Macel         | Dede Griesbauer           | Maria Omar         |
| 12  | 31. Mai 2009   | Eduardo Sturla -3-       | Reinaldo Colucci            | Petr Vabroušek         | Dede Griesbauer      | Charlotte Kolters         | Heather Gollnick   |
| 11  | 25. Mai 2008   | Eduardo Sturla -2-       | Olaf Sabatschus             | Benjamin Sanson        | Fernanda Keller -3-  | Kelly Lear-Kaul           | Hillary Biscay     |
| 10  | 27. Mai 2007   | Oscar Galíndez -3-       | Reinaldo Colucci            | Eduardo Sturla         | Nina Kraft           | Dede Griesbauer           | Bella Comerford    |
| 09  | 28. Mai 2006   | Oscar Galíndez -2-       | Luke Bell                   | Olaf Sabatschus        | Lisbeth Kristensen   | Bárbara Buenahora         | Hillary Biscay     |
| 08  | 28. Mai 2005   | Olaf Sabatschus -2-      | Oscar Galíndez              | Cristián Bustos        | Joanna Zeiger        | Fernanda Keller           | Lauren Jensen      |
| 07  | 29. Mai 2004   | Olaf Sabatschus          | Oscar Galíndez              | Clas Bjorling          | Fernanda Keller -2-  | Edith Niederfriniger      | Carmenza Morales   |
| 06  | 24. Mai 2003   | Oscar Galíndez           | Olaf Sabatschus             | Eduardo Sturla         | Bárbara Buenahora    | Fernanda Keller           | Carmenza Morales   |
| 05  | 25. Mai 2002   | Spencer Smith            | Lothar Leder                | Eduardo Sturla         | Nicole Leder         | Carmenza Morales          | Fernanda Keller    |
| 04  | 26. Mai 2001   | Eduardo Sturla           | Faris Al-Sultan             | Ken Glah               | Wendy Ingraham       | Fernanda Keller           | Laura Drake        |
| 03  | 28. Mai 2000   | Ken Glah -3-             | Harald Feierabend           | Jürgen Hauber          | Fernanda Keller      | Alison Hayden             | Alesandra Calcagno |
| 02  | 29. Mai 1999 1 | Ken Glah -2-             | Chris Legh                  | Jürgen Hauber 1        | Heather Fuhr -2-     | Bárbara Buenahora         | Junko Murakani     |
| 01  | 30. Mai 1998 1 | Ken Glah                 | Leandro Macedo              | Juan Bautista Mutti 1  | Heather Fuhr         | Fernanda Keller           | Jan Wanklyn        |

### Ergebnisse Triathlon Brasil in Porto Seguro
| Datum/Jahr | Männer           | Männer        | Männer        | Frauen       | Frauen        | Frauen        |
| Datum/Jahr | Erster Platz     | Zweiter Platz | Dritter Platz | Erster Platz | Zweiter Platz | Dritter Platz |
| ---------- | ---------------- | ------------- | ------------- | ------------ | ------------- | ------------- |
| 1989       | Christian Bustos |               |               |              |               |               |